# Певколай Дикайос Сотер

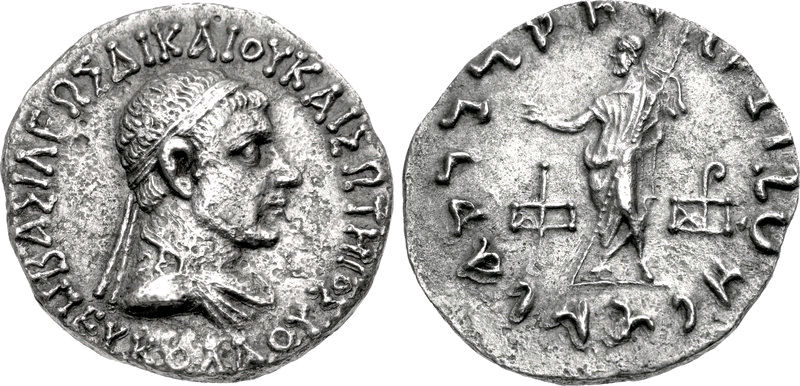
Серебряная монета Певколая

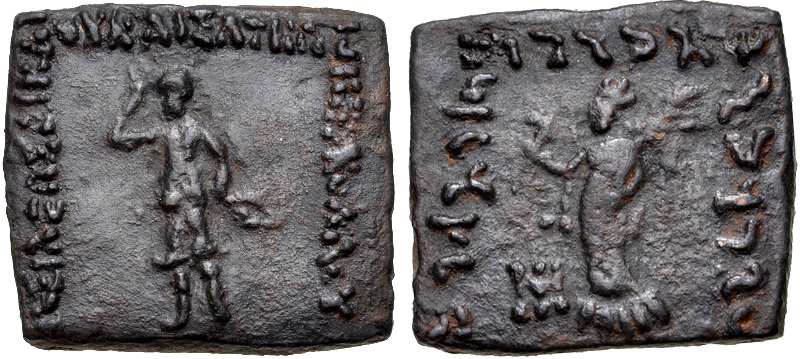
Бронзовая монета Певколая

Певколай Дикайос Сотер (др.-греч. Πευκόλαος Δίκαιος Σωτήρ ) — индо-греческий царь, правивший, видимо, в I веке до н. э.

О Пеколае известно только из нумизматического материала. По всей видимости, этот царь правил недолго, так как обнаружено небольшое количество его монет. На серебряных на аверсе вычеканен бюст Певколая в диадеме и присутствует легенда на греческом языке. На реверсе вместе с надписями на кхароштхи изображен стоящий Зевс. На бронзовых монетах — на аверсе бюст Артемиды, а на реверсе — индийская богиня.
Ряд исследователей, в том числе В. Тарн, проводят связь между именем Певколая и названием «города лотосов» столицы Гандхары Пушкалавати. Время правления Певколая А. Нарайн относит к 95 году до н. э., О. Бопераччи — к 90 году до н. э., Р. Смит — к 81-80 годам до н. э., А. Симонетта — к 80-79 годам до н. э., Р. Сениор — к 75 году до н. э. В. Тарн связывал Певколая с домом Антиалкида. По мнению А. Нарайна, основывавшегося на схожести монограмм на монетах, Певколая мог сменить Аминта (О. Бопераччи, напротив, Аминту называет предшественником Певколая). Это, по мнению Нарайна, возможно, произошло около 85 года до н. э. — примерно в то время, когда индо-скифский царь Мауэс покорял Таксилу. На сходство монет Певколая и Аминты обращает внимание и А. Симонетта, говоря также и об Архебии. По мнению Р. Смита, Мауэс (Р. Сениор проводит более тесную связь между Певколаем, чьем отцом мог предположительно быть Артемидор Аникет и родом Мауэса, ссылаясь на изображения Зевса на их монетах) осуществлял вторжение постепенно, и в это время Певколай и Телеф Эвергет пытались низложить Архебия. Имена Певколая и Телефа как преемников Архебия называет и К. Доббинс. После падения власти Певколая его владения могли быть разделены между Гермеем и Артемидором Аникетом. По мнению О. Бопераччи, преемником Певколая был Менандр II.